# Stephen Decatur Miller
Stephen Decatur Miller (Waxhaws, Carolina del Sur; 8 de mayo de 1787-Raymond, Misisipi; 8 de marzo de 1838) fue un político estadounidense que sirvió como el 52.° gobernador de Carolina del Sur de 1828 a 1830. Representó a Carolina del Sur como un representante de los Estados Unidos de 1817 a 1819, y como senador de los Estados Unidos de 1831 a 1833.

## Vida y carrera
Nació en el asentamiento de Waxhaws, Carolina del Sur, y se graduó en la Universidad de Carolina del Sur en 1808. Después de estudiar derecho, practicó en Sumterville. Stephen Decatur Miller se casó dos veces. Su primera esposa, Elizabeth Dick, murió en 1819. Ninguno de sus tres hijos vivió hasta la edad adulta. Miller volvió a casarse en 1821; su segunda esposa era una muchacha dieciséis años menor que él, Mary Boykin (1804-1885). Tuvieron cuatro hijos juntos. A pesar de la diferencia de edad, su matrimonio fue feliz y apasionado.
Durante su exitosa campaña para el Senado en una plataforma de abolir los aranceles, hizo un discurso en Stateburg, Carolina del Sur en septiembre de 1830, donde dijo: «Hay tres y sólo tres maneras de reformar nuestra legislación del Congreso: la caja de urna, la caja del jurado y la caja del cartucho». Miller renunció a su carrera política en 1833 y se aventuró en la agricultura en Misisipi. Murió en Raymond, Misisipi, en 1838, dejando a su esposa y a sus hijos endeudados.
Su hija Mary Boykin Miller (1823-86) se casó con James Chesnut Jr. (1815-85), que más tarde se convirtió en un senador de los Estados Unidos y un general confederado. Mary Chesnut se hizo famosa por su diario documentando la vida en Carolina del Sur durante la Guerra Civil.